# Mykola Bilokon
Mykola Wassylowytsch Bilokon (ukrainisch Микола Васильович Білоконь, russisch Никола́й Васи́льевич Билоко́н; * 22. März 1955 in Mohyliwka in der Oblast Winnyzja) ist ein ukrainischer Politiker. Er war von August 2003 bis zum Februar 2005 Innenminister der Ukraine.
Bilokon absolvierte eine Ausbildung zum Polizisten und begann 1975 seine Arbeit als Inspektor der Kriminalpolizei in Kiew. 1992 erlangte er an der Hochschule des ukrainischen Innenministeriums den Titel eines Kandidaten der juristischen Wissenschaften.
Seit dem Jahr 1994 arbeitete Bilokon in leitenden Funktionen im Innenministerium der Ukraine, im November 2001 wurde er vom damaligen ukrainischen Präsidenten Leonid Kutschma in die Präsidialverwaltung berufen.
Im August 2003 wurde Bilokon zum Innenminister der Ukraine ernannt. Er galt als stets loyal zu Kutschma und auch als Anhänger des damaligen Ministerpräsidenten und Präsidentschaftskandidaten Wiktor Janukowytsch, den er während der Präsidentschaftswahlen in der Ukraine 2004 unterstützte.
Nach dem Sieg von Wiktor Juschtschenko bei den Präsidentschaftswahlen verlor er sein Ministeramt, sein Nachfolger wurde Jurij Luzenko.
Einer Strafuntersuchung gegen ihn, unter anderem wegen Amtsmissbrauch und Korruption, entzog er sich Anfang des Jahres 2005 durch eine Flucht nach Russland. Bilokon nahm die russische Staatsbürgerschaft an und lebt derzeit in Moskau. Seit dem Wahlsieg von Wiktor Janukowytsch bei den Präsidentschaftswahlen 2010 wird über seine Rückkehr in die Ukraine spekuliert.